# حاييم دايان
حاييم دايان هو سياسي إسرائيلي، ولد في 24 مارس 1960 في مجدال هعيمق في إسرائيل. نشط حزبياً في تسوميت ‏. وقد انتخب عضو الكنيست ‏ (13 يوليو 1992 – 7 يونيو 1999).